# Nowhere (film, 2023)
Pour les articles homonymes, voir Nowhere.
Pour plus de détails, voir Fiche technique et Distribution.
Nowhere est un thriller de survie espagnol réalisé par Albert Pintó (ca) et sorti en 2023.
Le film, réalisé sur un scénario d'Ernest Riera, Miguel Ruz, Indiana Lista, Seanne Winslow et Teresa Rosendoy, met en vedette Anna Castillo aux côtés de Tamar Novas.
Se déroulant dans un décor dystopique, l'intrigue suit Mia (Castillo), séparée de son mari après qu'un gouvernement totalitaire ait pris le contrôle de leur pays d'origine.
Le film a été mis à disposition en streaming sur Netflix à partir du 29 septembre 2023.

## Synopsis
Mia et Nico décident de quitter l'Espagne en raison d'une crise mondiale qui a provoqué une pénurie de produits de première nécessité et l'émergence d'un gouvernement tyrannique qui tue des civils pour tenter de contrôler la pénurie de ressources. Le couple craint pour sa vie et pour la sécurité de leur enfant à naître. Ils avaient déjà perdu leur fille aînée, Uma, que l'armée leur avait enlevée dans le cadre d'une tentative génocidaire visant à réduire la population espagnole en tuant des enfants, des personnes âgées et des femmes enceintes. Elle est présumée morte. Mia se reproche l'enlèvement d'Uma et porte la culpabilité avec elle.
Le plan de Nico est qu'ils s'échappent vers l'Irlande en étant transportés sur un cargo. L'Irlande est mentionnée dans une émission comme l'un des rares pays d'Europe à avoir réussi à contrôler la crise des ressources et à maintenir un gouvernement démocratique (avec l'Islande, la Russie et la Norvège). Le couple monte dans un conteneur pour être transporté par un camion. Cependant, les passeurs les séparent lorsque Nico est forcé de sortir du conteneur et de le placer dans un autre conteneur. À un point de contrôle militaire, l'armée tue tout le monde dans le conteneur sauf Mia alors qu'elle se cachait au sommet d'une pile de caisses. Plus tard, Mia tente de téléphoner à Nico pour l'avertir du danger mais ne parvient pas à le joindre.
Tous les conteneurs, y compris celui de Mia, sont chargés sur un navire. Une tempête fait tomber les conteneurs dans l'océan. Son conteneur, qui se remplit lentement d'eau, contient une cargaison de contenants ménagers Tupperware, d'écouteurs emballés, de téléviseurs à écran plat emballés, de vodka en bouteille et de sweats à capuche emballés, qu'elle utilise tous pour survivre, ainsi qu'une perceuse, du ruban adhésif et un canif qu'elle avait réussi à récupérer plus tôt. En entendant des cris, elle regarde dans un impact de balle, à travers lequel elle aperçoit un autre conteneur, rempli de monde et coulant sous l'eau, à quelques mètres seulement. Après deux jours dans le conteneur, Nico lui téléphone et lui annonce qu'il est en route pour la secourir.
Cette nuit-là, Mia accouche pendant une tempête d'une fille, Noa. Mia devient déterminée à se battre pour ses chances de survie bien qu'elle soit gravement affaiblie, qu'elle ait des délires sur Uma et qu'elle ait recours à la consommation de son placenta. Alors que le niveau d'eau à l'intérieur du conteneur augmente, Mia parvient à percer un trou dans le toit à l'aide de la perceuse et du canif, et elle et Noa grimpent dessus. En essayant d'attirer l'attention d'un avion qui passe, Mia se coupe gravement la jambe. Elle la coud à l'aide de pièces provenant des téléviseurs et utilise de la vodka pour stériliser la plaie. Elle parvient plus tard à attraper du poisson à l’aide d’un filet de fortune.
Nico téléphone à Mia après environ vingt jours, révélant son état de santé précaire après avoir été abattu et ses chances improbables de survie. Mia est dévastée mais partage la nouvelle de la naissance de leur fille avec Nico lors de leur dernière conversation. Nico exhorte Mia à continuer de se battre et à atteindre l'Irlande, promettant d'être toujours avec eux en esprit.
Mia construit un radeau de fortune en utilisant les matériaux du conteneur et dérive dans l'océan après le naufrage du conteneur, dans l'espoir d'un miracle. Finalement, une famille sur un bateau de pêche aperçoit Noa sur le radeau flottant. Mia, cependant, est inconsciente et attachée au radeau avec une corde. Ils l'amènent à bord de leur bateau et effectuent une RCR, réussissant à la réanimer.
Mia et Noa sont sauvées et amenées sur les côtes irlandaises.

## Fiche technique
- Titre original : Nowhere
- Réalisation : Albert Pintó
- Scénario : Ernest Riera, Miguel Ruz, d'après une histoire d'Indiana Lista
- Photographie : Unax Mendia
- Montage : Miguel Burgos
- Musique : Frank Montasell, Lucas Peire
- Costumes : Eva Camino
- Production : Miguel Ruz
- Sociétés de production : Netflix Studios, Rock & Ruz
- Direction artistique : Marc Estrugo
- Pays de production : Espagne
- Langue originale : espagnol
- Format : couleur
- Genre : thriller
- Durée : 109 minutes
- Dates de sortie :
  - Netflix : 29 septembre 2023

## Distribution
- Anna Castillo (VF : Nastassja Girard) : Mia[1]
- Tamar Novas (VF : Maxime Coudour) : Nico[1]
- Tony Corvillo (VF : Nicolas Helpiquet) : Gil
- Mariam Torres : Lucía
- Irina Bravo : Ángela
- Victoria Teijeiro (es) : Vicky
- Mary Ruiz (es) : Sandra

## Production
Basé sur une histoire d'Indiana Lista,, le scénario est écrit par Ernest Riera, Miguel Ruz, Indiana Lista, Seanne Winslow et Teresa Rosendoy. Le film est produit par Miguel Ruz, avec le partenaire de Ruz chez Rock & Ruz, Jordi Roca, en tant que producteur exécutif. Les lieux de tournage comprennent le port de Tarragone.

## Release
Nowhere a été mis à disposition en streaming sur Netflix le 29 septembre 2023. Il aurait retenu une attention considérable sur la plateforme, avec plus de 24 millions de vues après trois jours et devenant le film Netflix non anglophone le plus regardé de 2023.

## Réception
L'agrégateur d'avis américain Rotten Tomatoes rapporte un taux d'approbation de 64 % sur la base de 14 avis critiques avec une note moyenne de 6,2/10.
Brian Tallerico de RogerEbert.com attribue deux étoiles et demie sur quatre au film, déclarant « Il y a des choix décevants dans la réalisation du film, mais Castillo devrait en faire en sorte que beaucoup d'entre eux soient faciles à ignorer ». Manuel D'Ocon de Fotogramas a attribué une note de trois étoiles sur quatre, en disant « Cependant, le bon message de l'histoire demeure et laisse une marque : l'espoir va toujours plus loin que l'humanité »,.
David Lorao de HobbyConsolas évalue le film avec 33 points (« mauvais »), estimant que, comme le titre l'indique, il ne mène nulle part et n'a aucun intérêt narratif, soulignant par ailleurs la performance « présageante » de Castillo comme un point positif.
Belén Prieto de El Español attribue au film 3½ étoiles sur 5, citant que l'écriture est peut-être la partie la plus faible du film, mais que cela est plus que compensé par Anna Castillo.